# Ștefănești, Botoșani
Ștefănești là một thị trấn thuộc hạt Botoșani, România. Dân số thời điểm năm 2002 là 5641 người.